# Lavocatisaurus

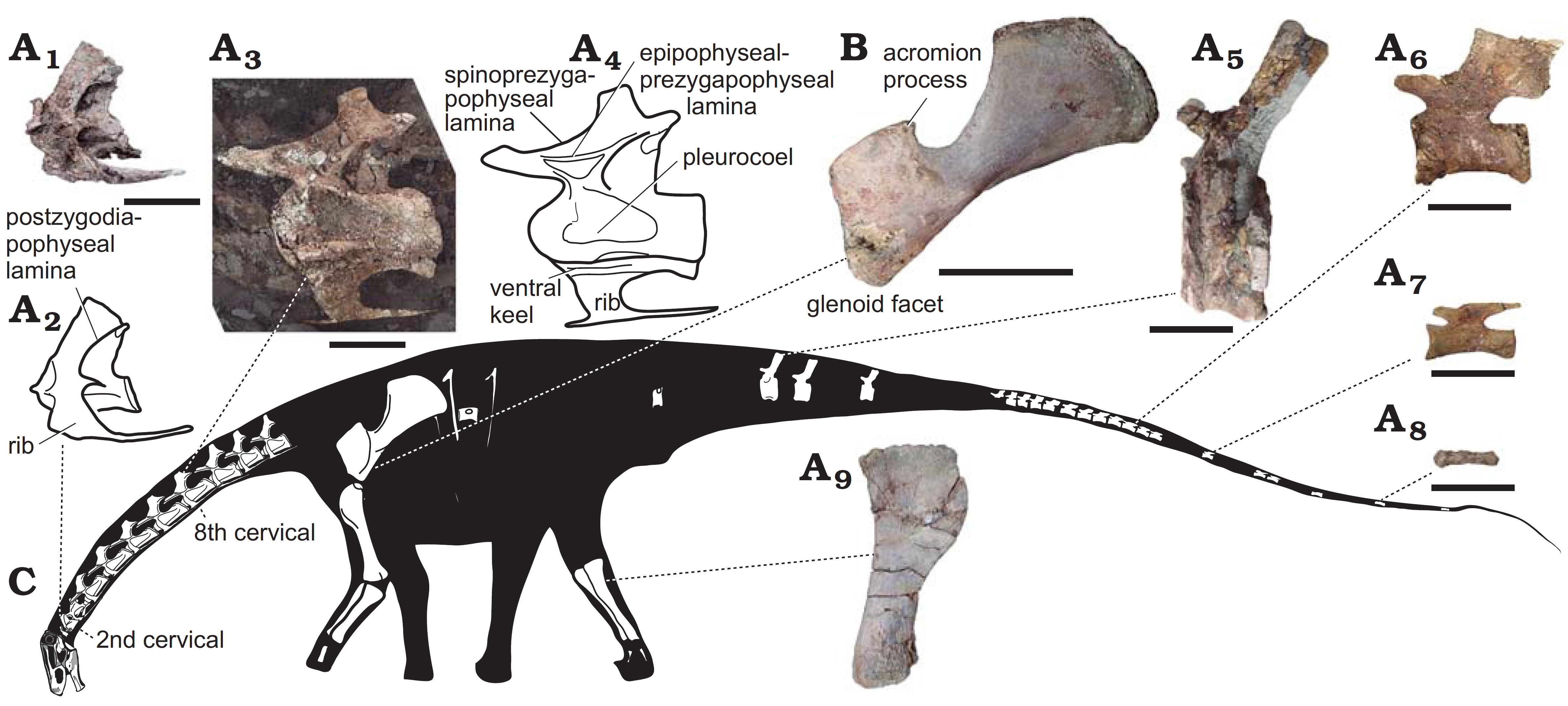
Lavocatisaurus

Lavocatisaurus agrioensis is een plantenetende sauropode dinosauriër, behorend tot de Neosauropoda, die tijdens het late Krijt leefde in het gebied van het huidige Argentinië.

## Vondst en naamgeving
In 2009 groef een Spaans-Amerikaanse expeditie opnieuw de vindplaats van Agrio del Medio op waar in 1991 de fossielen van de rebbachisauride Rayososaurus agrioensis waren aangetroffen. Tot hun verbazing troffen ze drie skeletten aan van een andere rebbachisauride soort, een volwassen exemplaar en twee jongen. Die werden in 2010 en 2011 opgegraven. In 2012 werden de jonge exemplaren ten dele beschreven door Leonardo Salgado waarbij ze voorlopig toegewezen werden aan een cf. Zapalasaurus, dus een soort waarvoor het informatief is een vergelijking te maken met Zapalasaurus. Verder onderzoek wees uit dat het een nog onbekende soort betrof waarvoor een eigen soortnaam wenselijk was.
In 2018 werd de typesoort Lavocatisaurus agrioensis benoemd en beschreven door José Ignacio Canudo, José Luis Carballido, Aleberto Garrido en Salgado. De geslachtsnaam eert wijlen de Franse paleontoloog René Lavocat die als eerste een rebbachisauride benoemde: Rebbachisaurus zelf. De soortaanduiding verwijst naar de vindplaats.
Het holotype, MOZ-Pv1232, is gevonden in een laag zandsteen van de Pichi Neuqén-afzetting van de Rayosoformatie die dateert uit het Aptien-Albien. Het bestaat uit een gedeeltelijk skelet met schedel en onderkaken. Bewaard zijn gebleven: beide praemaxillae, beide bovenkaaksbeenderen met tanden, het linkerjukbeen, het rechtersquamosum, beide quadrata, beide dentaria, het linkersurangulare, drieëntwintig losse tanden, het tongbeen, elf halswervels, achtentwintig staartwervels, nekribben, ribben, een opperarmbeen en een mogelijk spaakbeen. Het skelet lag gedeeltelijk in verband op een oppervlakte van acht vierkante meter. Het betreft het volwassen exemplaar. Het werd slechts kort beschreven omdat het nog in preparatie was.
De juveniele exemplaren zijn de paratypen. Daarvan zijn de inventarisnummers verspreid over de individuele botten. Het eerste paratype heeft de volgende nummers. Specimen MOZ-Pv 1248 is een achterste halswervel. MOZ-Pv 1249 is de wervelboog van een halswervel. MOZ-Pv 1251 is de wervelboog van een ruggenwervel. Specimina MOZ-Pv 1252, 1253, en 1254 zijn voorste staartwervels. MOZ-Pv 1255 is een schouderblad. MOZ-Pv 1267 is een linkerspaakbeen. MOZ-Pv 1256 is een linkerellepijp. MOZ-Pv 1257 is het eerste rechtermiddenvoetsbeen. MOZ-Pv 1258 is vermoedelijk een vijfde middenvoetsbeen.
Ook het tweede paratype lag niet in verband. Specimina MOZ-Pv 1233 en 1250 zijn wervellichamen uit de nek. MOZ-Pv 1236 en 1237 zijn stukken wervelboog uit de nek. MOZ-Pv 1238 en 1239 zijn stukken wervelboog. MOZ-Pv 1240 is een wervellichaam van een ruggenwervel. MOZ-Pv 1241 is een partij ribfragmenten. MOZ-Pv 1242 is een chevron ofwel haemaalboog. MOZ-Pv 1243 is de rechterellepijp. MOZ-Pv 1244 is het rechterscheenbeen. MOZ-Pv 1245 is het linkerkuitbeen. MOZ-Pv 1246 is het uiteinde van een middenvoetsbeen. MOZ-Pv 1247 is een stuk plat bot maar men kon het niet identificeren. Zulke platte botten zitten in de schoudergordel en het bekken.
Het artikel concludeert dat vrijwel het hele skelet nu bekend is op wat wervelbogen van de rug na. Een skeletdiagram van de bekende elementen toont echter grote hiaten: vrijwel de hele rug, het hele bekken en beide dijbeenderen worden daar als ontbrekend gepresenteerd. Dat laatste komt ook overeen met de opgesomde skeletelementen.

## Beschrijving

### Grootte en onderscheidende kenmerken
Het holotype is een dier van ongeveer vijftien meter lengte.
De beschrijvers wisten enkele onderscheidende kenmerken vast te stellen. Een daarvan is een autapomorfie, unieke afgeleide eigenschap. De tanden in het bovenkaaksbeen zijn veel groter dan die van de onderkaak.
Verder is er een unieke combinatie van op zich niet unieke kenmerken. De fenestra preantorbitalis is zeer sterk ontwikkeld, net als bij Nigersaurus. Het dentarium van de onderkaak heeft een grote uitholling in de bovenste achterkant, net als bij Demandasaurus en Nigersaurus. Het dentarium heeft aan de binnenste onderkant een naar beneden gericht uitsteeksel. Het squamosum is onderaan verbreed, net als bij Limaysaurus. Het jukbeen is lang en raakt het squamosum, net als bij Nigersaurus, maar mist de foramina van dat laatste taxon. De middelste staartwervels hebben bijna horizontaal naar voren uitstekende voorste gewrichtsuitsteeksels.

### Skelet
De schedel van Lavocatisaurus is de eerste die van basale rebbachisauriden bekend is. Ook Nigersaurus heeft schedelmateriaal maar dat is een sterk gespecialiseerde vorm. Lavocatisaurus laat zien dat rebbachisauriden koppen hadden die, althans in zijaanzicht, eerst sterk leken op die van Diplodocidae: ze waren langgerekt en enigszins afhangend. In bovenaanzicht valt een sterke verbreding op.
De praemaxilla is langwerpig met vier tanden. Ook het bovenkaaksbeen is langgerekt. Voorin bevindt zich een opvallend grote opening die geïnterpreteerd wordt als een fenestra preantorbitalis. Een zulke opening is goed ontwikkeld bij Diplodocidae en sommige Titanosauria. De aanwezigheid bij Lavocatisaurus werd gezien als een aanwijzing dat een soortgelijke opening bij Nigersaurus hieraan identiek is en niet de fenestra antorbitalis als eerder gedacht. Het lijkt op een enorm neusgat maar het echte neusgat is een spleet veel hoger op de snuit. Het bovenkaaksbeen draagt twaalf tanden die overdwars geplaatst zijn in een voorste verbreding naast de praemaxilla. De tanden zijn lang en stiftvormig. Ze nemen naar buiten toe in grootte af. Ze zijn aan hun top beitelvormig afgesleten aan de binnenkant. Het bovenkaaksbeen heeft een lange dunne opgaande tak die het neusgat van de fenestra antorbitalis scheidt. Tussen die laatste opening en het onderste slaapvenster ligt een lang dun jukbeen. Het reikt helemaal tot aan het squamosum, het postorbitale van het onderste slaapvenster dringend. Volgens de beschrijvers hadden Limaysaurus en Nigersaurus dit ook maar was dat de oorspronkelijke beschrijvers ontgaan. Het squamosum zou voor dit contact speciaal verbreed zijn, net als bij Limaysaurus waar dit eerst werd aangezien voor het quadratojugale.
De onderkaak heeft een rechthoekig profiel met verbreding overdwars en "kin". Hij draagt tweeëntwintig tanden in het voorste gedeelte. Die zijn veel kleiner dan de tanden in de bovenkaken. Die in de onderkaak zijn erg dun, zeven tot acht maal langer dan breed. Het email is sterk asymmetrisch, vijfmaal dikker aan de buitenzijde dan aan de binnenzijde.
De nek is relatief kort met korte halswervels. Die hebben enkelvoudige druppelvormige pleurocoelen. Ze zijn van de derde wervel af gekield. Het doornuitsteeksel van de draaier is gevorkt maar die van de volgende halswervels is enkelvoudig. De doornuitsteeksels zijn relatief lang. De epipofysen zijn niet goed ontwikkeld.
De staartwervels zijn grotendeels amficoel. Bij de voorste staartwervels is het achterfacet sterker uitgehold dan het voorste facet. De wervels van de staartpunt hebben bolle gewrichtsfacetten en zijn opvallend verlengd. Alleen de eerste staartwervel heeft een, kleine, pleurocoel. De voorste staartwervels zijn hol van onderen; de middelste plat. De rechthoekige doornuitsteeksels van de staart hellen iets naar achteren, bij de middelste staartwervels tot aan de achterrand. Bij de middelste staartwervels steken de voorste gewrichtsuitsteeksels, geplaatst op een lage basis, tot over de voorrand uit. De voorste staartwervels hebben een verticale richel op de voorzijde van het doornuitsteeksel.
Het schouderblad heeft een sterke ronde verbreding aan het bovenste uiteinde, sterker dan die van het onderste uiteinde. De processus acromialis is breed en steekt haakvormig naar achteren.
Het opperarmbeen is relatief slank. De deltopectorale kam is laag. Het onderste gewrichtsvlak is vrij plat.

## Fylogenie
Lavocatisaurus werd in 2018 in de Rebbachisauridae geplaatst in een vrij basale positie, buiten de Khebbashia en boven Comahuesaurus.